# Stasimopus spinipes
Stasimopus spinipes är en spindelart som beskrevs av Hewitt 1917. Stasimopus spinipes ingår i släktet Stasimopus och familjen Ctenizidae. Inga underarter finns listade i Catalogue of Life.